# Moose Jaw n.º 161
Moose Jaw n.º 161 es un municipio rural canadiense situado en la provincia de Saskatchewan.

## Superficie
Moose Jaw n.º 161 tiene una superficie de 777,62 km².

## Demografía
En 2021, tenía 1207 habitantes, una densidad poblacional de 1,6 hab./km², y 557 viviendas.